# Jeep Grand Commander
Jeep Grand Commander — среднеразмерный кроссовер, выпускающийся с 2018 по 2022 год «внедорожным» подразделением Chrysler — Jeep.

## История
Автомобиль Jeep Grand Commander впервые был представлен в апреле 2018 года в Пекине под названием Yuntu. Серийно автомобиль производился с мая 2018 года.
До 2020 года автомобиль назывался Jeep Commander. С 2020 года автомобиль назывался Jeep Grand Commander. Модель оснащена двигателем внутреннего сгорания объёмом 2 литра, мощностью 230 л. с.
Из-за проблем с поставками комплектующих производство автомобилей Jeep Grand Commander в Китае было остановлено в июле 2022 года.

## Продажи
| Год  | Китай |
| ---- | ----- |
| 2018 | 13466 |
| 2019 | 14293 |
| 2020 | 7373  |
| 2021 | 7907  |

## Галерея

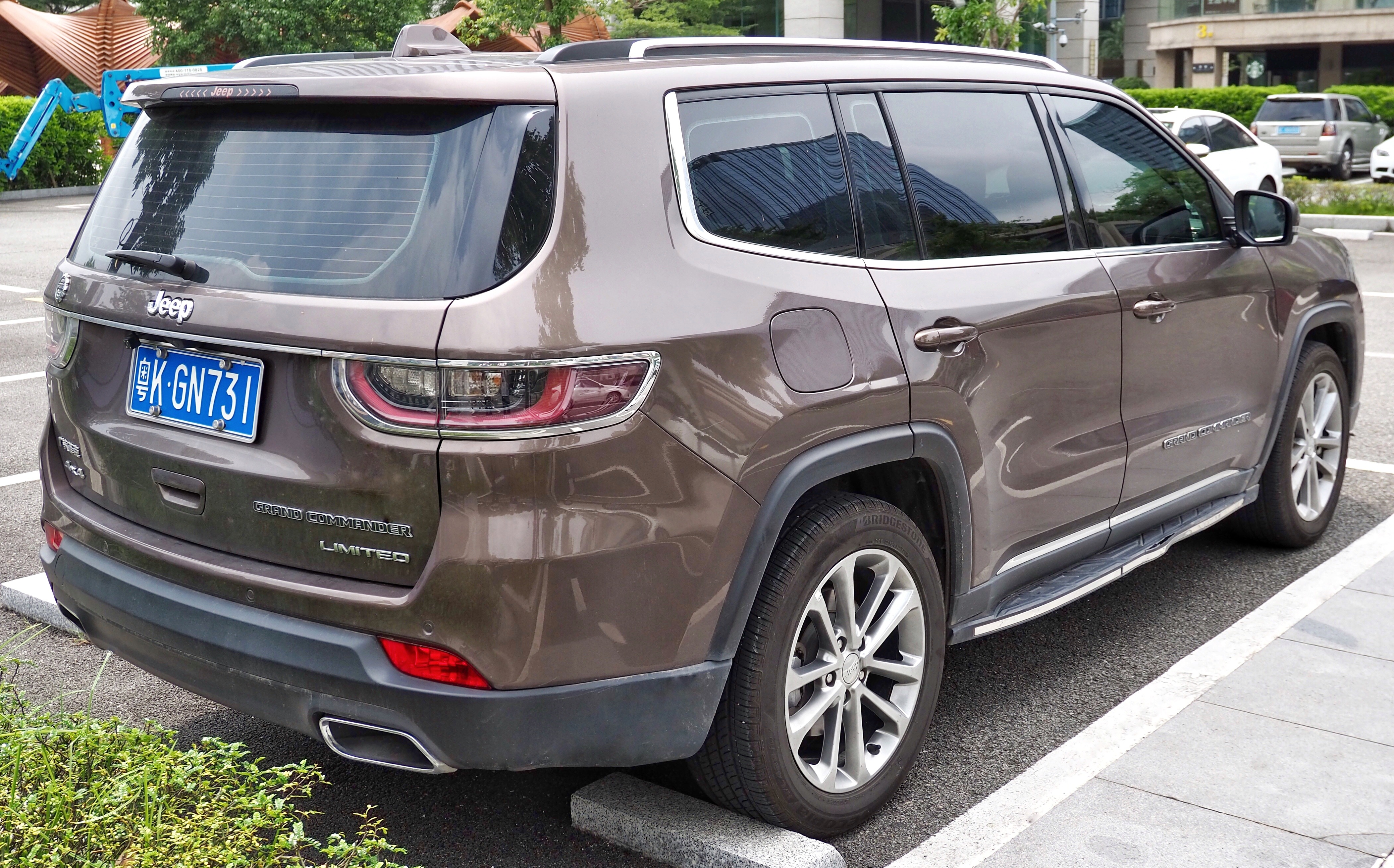
Вид сзади
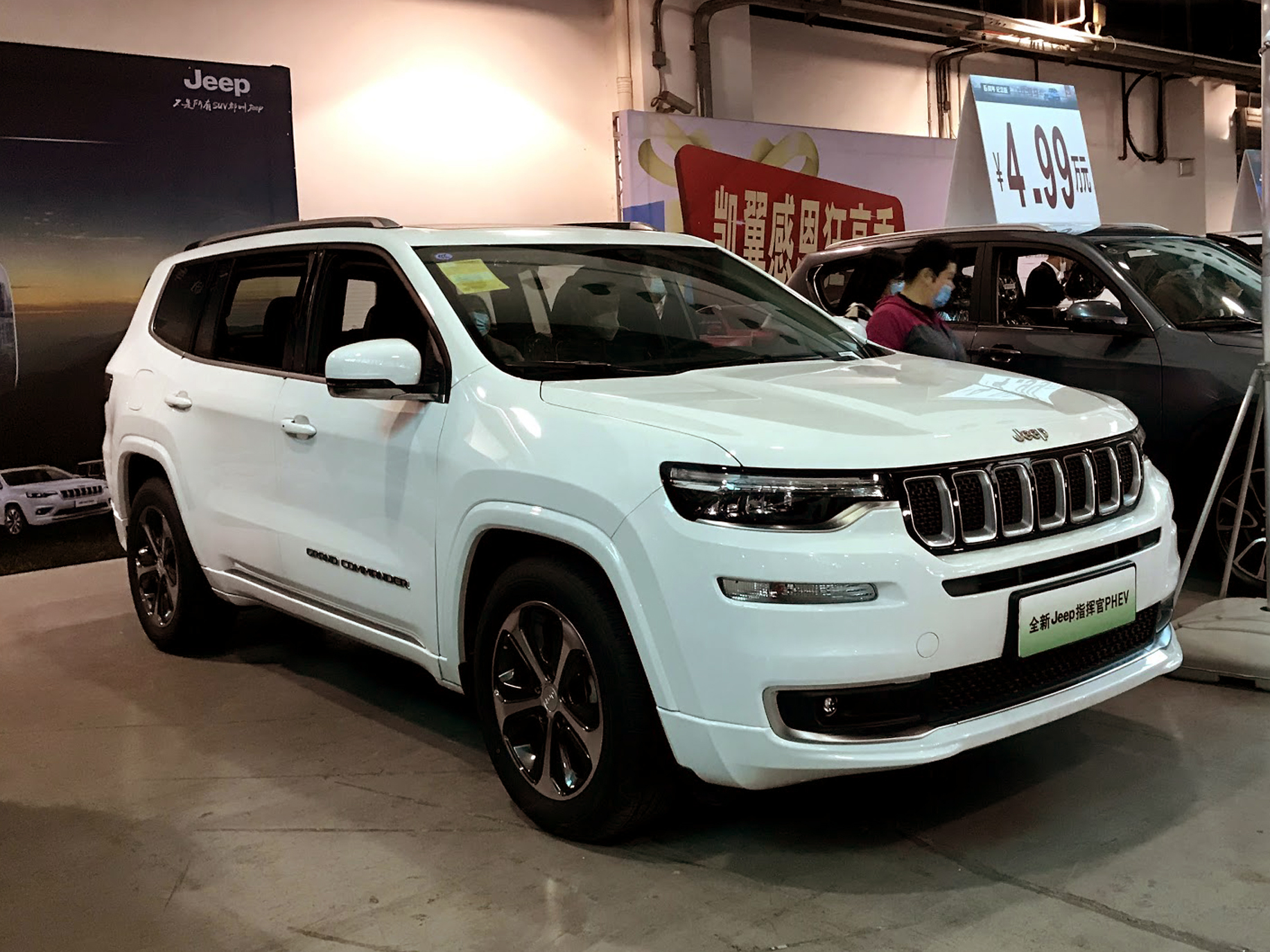
Jeep Grand Commander PHEV